# Пруденті-ду-Морайс (Мінас-Жерайс)
Пруденті-ду-Морайс (порт. Prudente de Morais) — муніципалітет у Бразилії, входить до складу штату Мінас-Жерайс. Складова частина мезорегіону Агломерація Белу-Оризонті. Входить до економічно-статистичного мікрорегіону Сеті-Лагоас. Населення становить 3276 чоловік (станом на 2006 рік). Займає площу 125,783 км².
Муніципалітет засновано 1 березня 1969 року.